# Kerti holdviola
A kerti holdviola (Lunaria annua) a keresztesvirágúak (Brassicales) rendjébe, ezen belül a káposztafélék (Brassicaceae) családjába tartozó faj. Bár specifikus neve azt sugallná, hogy egyéves, valójában kétéves növény. A Balkánon és Délnyugat-Ázsiában őshonos, de sokfelé ültetik kerti dísznövényként; elvadult példányai elterjedtek Európa, Ázsia és Észak-Amerika egyes részein. Szántókon, parlagokon, folyóparton, útszélen található meg.
Egyéb nevei: júdáspénz, Júdás pénze, lapickásfű, júdástallér, pénzvirág, péterfillér, ezüstlevél. Pénzecskének is nevezik.[forrás?]

## Jellemzése
Kétéves növény, a második évben növeszt csak virágokat hozó magszárat, mely 50–100 cm magasra nő meg. Szív alakú, sötétzöld levelei szórt állásúak, durván fűrészesek. Április-június között jelennek meg fürtökben nyíló, 4 szirmú, 2,5–3 cm átmérőjű, bíborpiros vagy fehér virágai. Termése kerekded, lapos, a növényen télen is megtalálható becőtermés, melynek ezüstszínű válaszfala a magvak kihullása után is megmarad.

## Képek

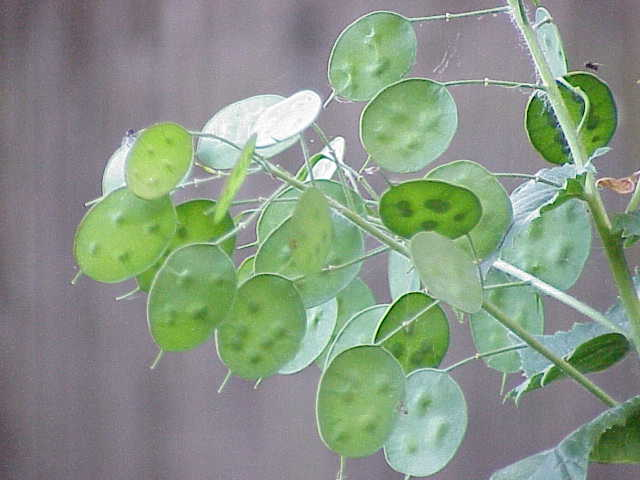
Éretlen termések
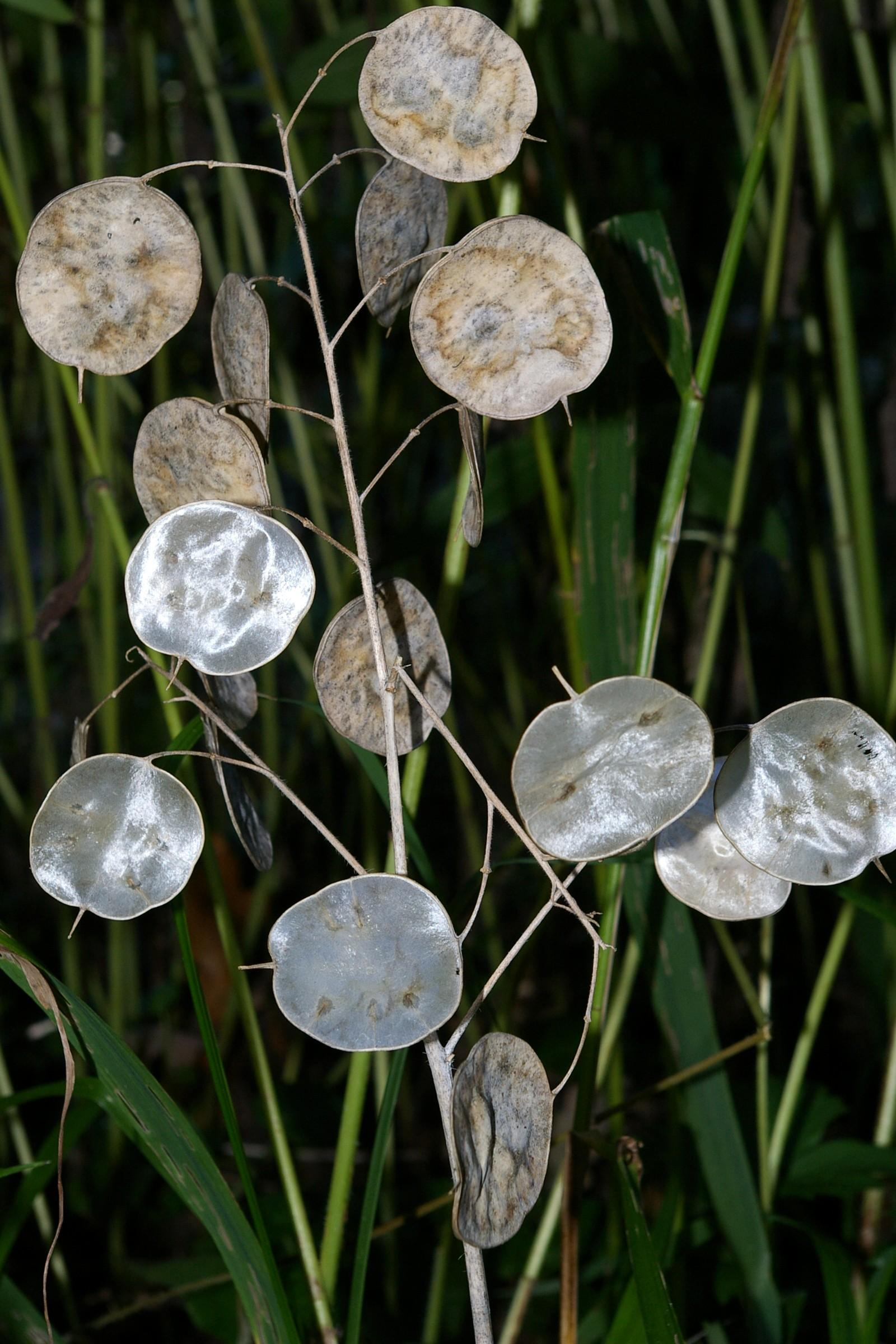
Érett termések
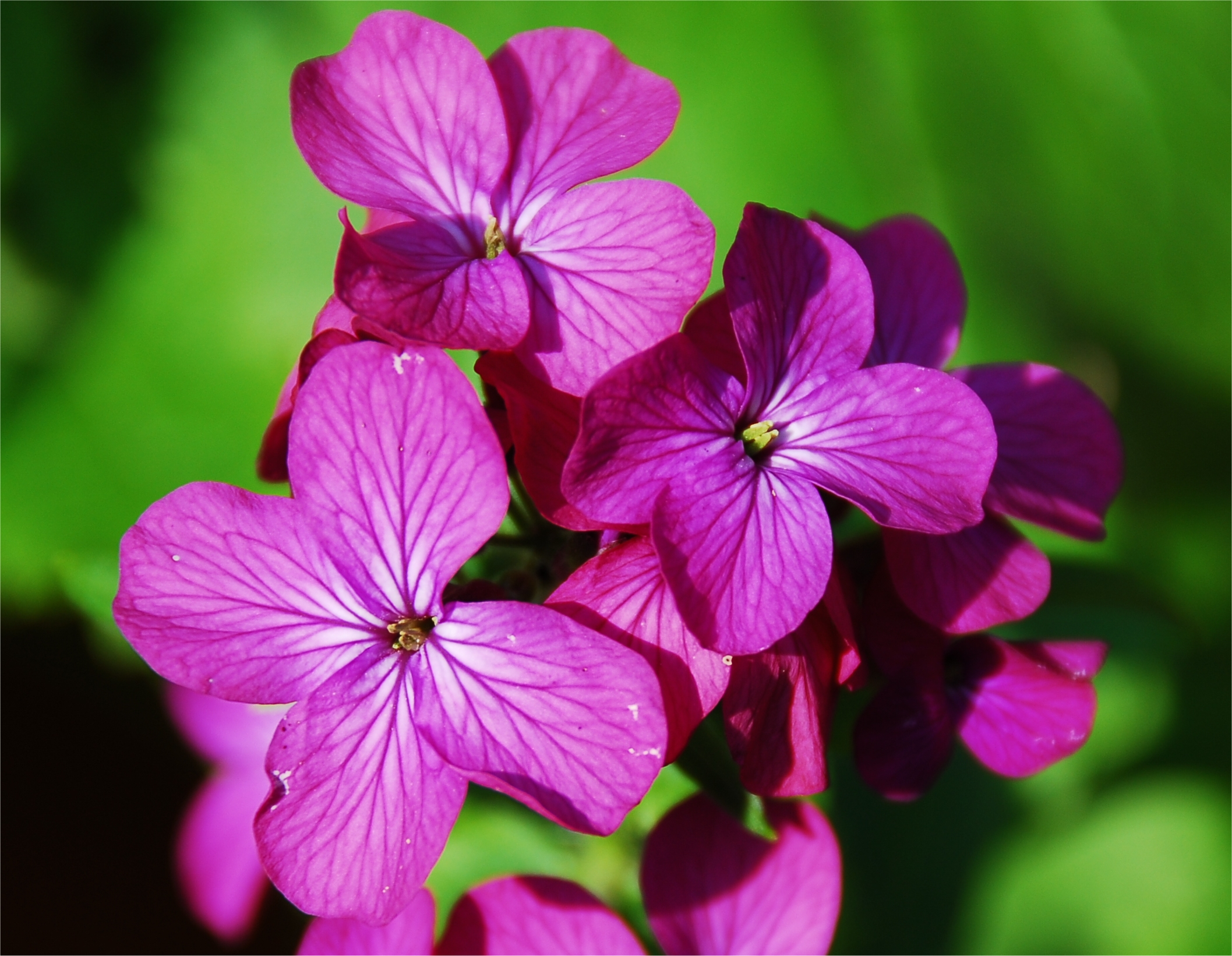
A virág részletei
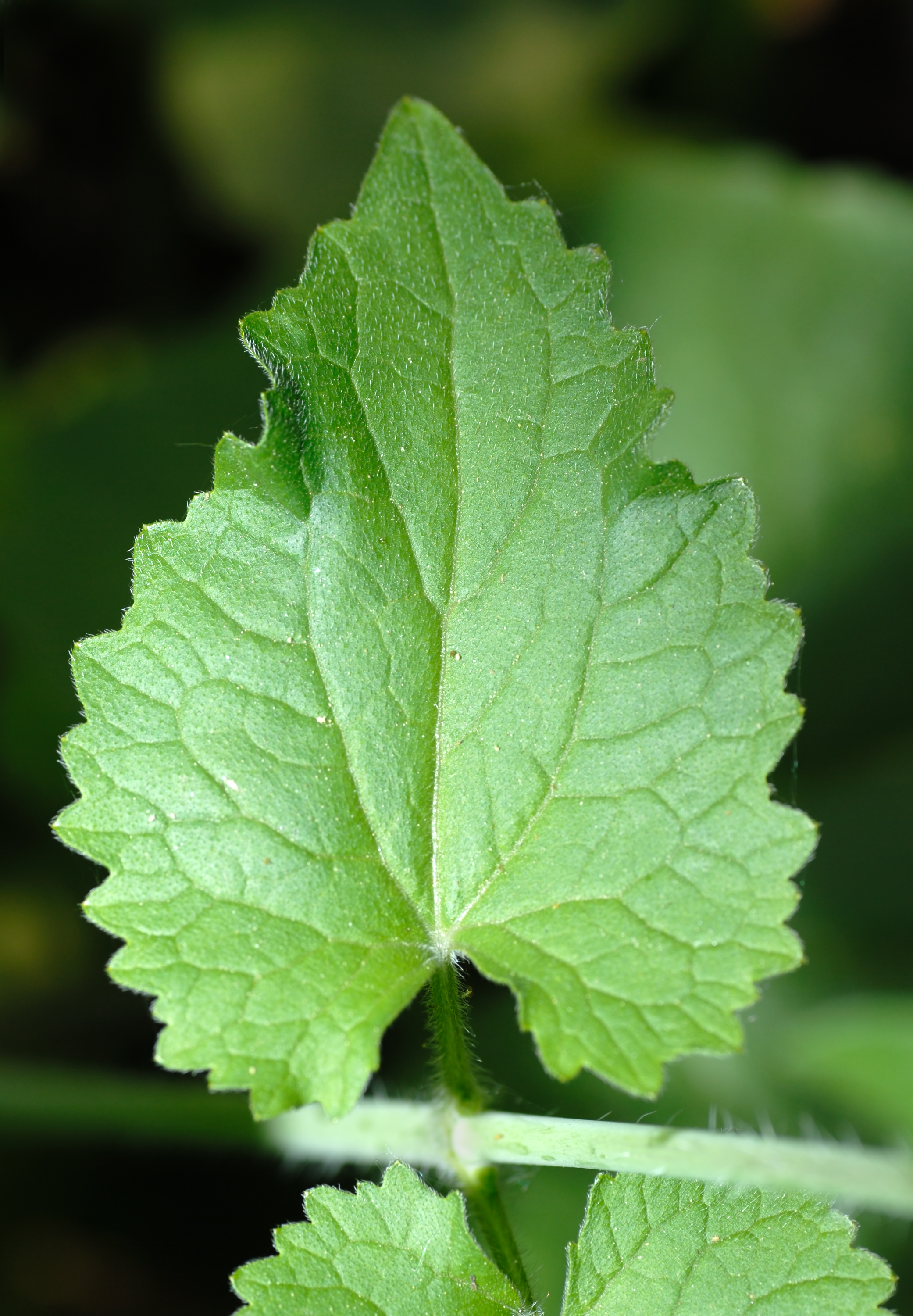
Levelei
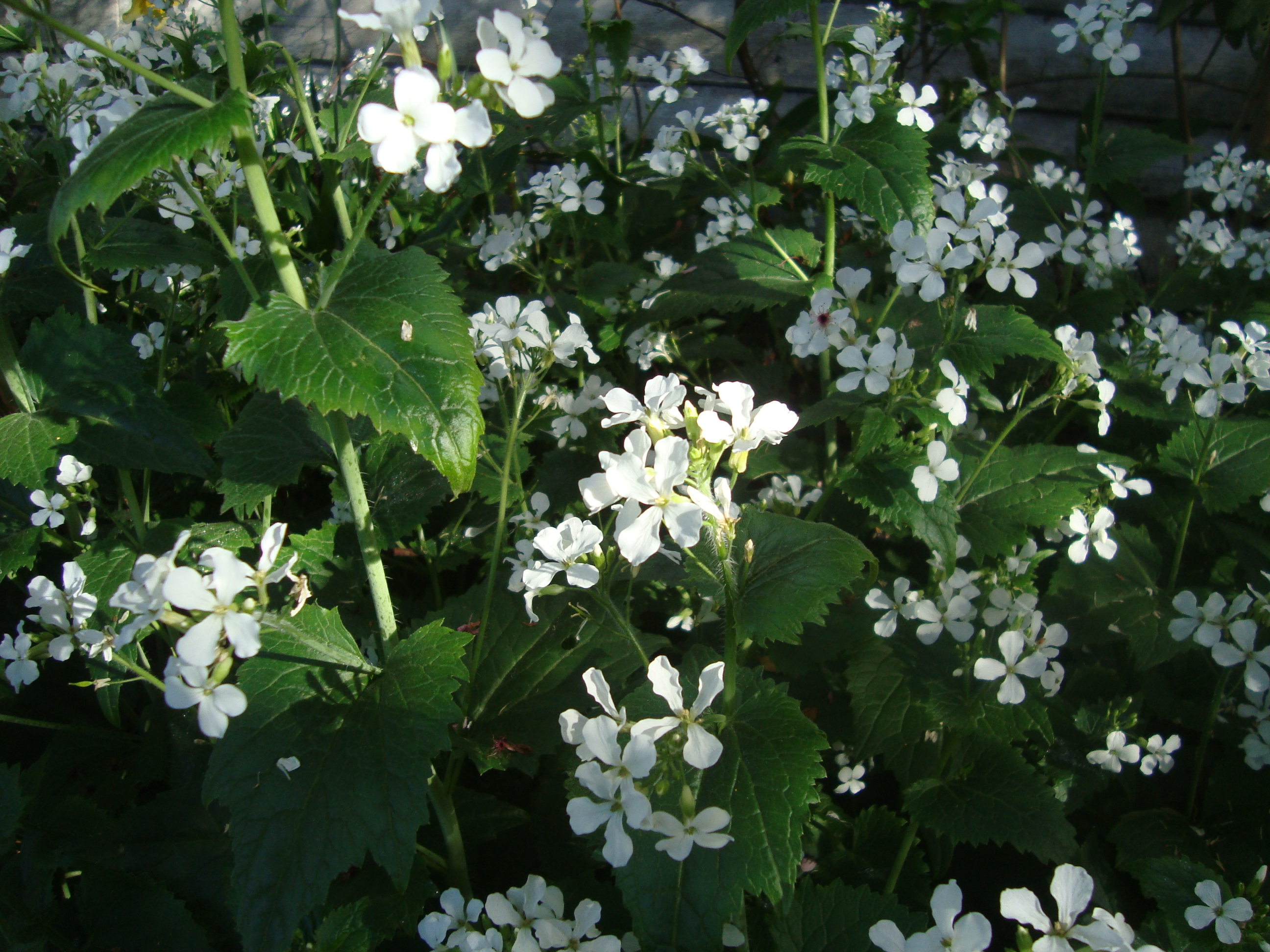
Fehér színű változat

## Hasonló fajok
- Erdei holdviola, ennek termése lándzsás

## Fordítás
- Ez a szócikk részben vagy egészben a Lunaria annua című angol Wikipédia-szócikk ezen változatának fordításán alapul.  Az eredeti cikk szerkesztőit annak laptörténete sorolja fel. Ez a jelzés csupán a megfogalmazás eredetét és a szerzői jogokat jelzi, nem szolgál a cikkben szereplő információk forrásmegjelöléseként.
- Ez a szócikk részben vagy egészben az Einjähriges Silberblatt című német Wikipédia-szócikk ezen változatának fordításán alapul.  Az eredeti cikk szerkesztőit annak laptörténete sorolja fel. Ez a jelzés csupán a megfogalmazás eredetét és a szerzői jogokat jelzi, nem szolgál a cikkben szereplő információk forrásmegjelöléseként.